# カレス (メイン州)
カレス（英: Calais、[ˈkælɪs] ( 音声ファイル)）は、アメリカ合衆国メイン州のワシントン郡にある都市。人口は3,123人（2010年）。メイン州ではイーストポート、ハロウェルに次いで3番目に人口の少ない市である。市内にはアメリカ合衆国の国境検問所（通関手続き地とも呼ばれる）が3か所あり、セントクロア川を越えて、カナダ、ニューブランズウィック州セントスティーブンに入る。カレスは昔から市場町であり、ワシントン郡東部とニューブランズウィック州シャーロット郡の主要な商業地として認知されている。現在、小売業、サービス業、および建設業がカレス経済の主要な地位を占めている。

## 歴史
セントクロア川とその周辺では、1604年にサミュエル・ド・シャンプランとその部下がセントクロア島で冬を過ごしたのが、探検された初めての機会だった。最初の恒久的な開拓者は1779年に入って来たジョーンズボロ出身のダニエル・ヒルであり、その他の者と共に1782年には最初の製材所を建設した。1789年6月27日、マサチューセッツ植民地議会がウォーターマン・トーマスに、1エーカー (4,000 m²) あたり19セントで売却した（2006年換算で1エーカーあたり約2.30ドル）。初期の産業は農業、狩猟、造船業だった。
1809年6月16日、プランテーション第5号が法人化され、アメリカ独立戦争の時にフランスがアメリカを支援したことを顕彰し、フランスのカレーを英語読みにカレスと名付けられた。川が工業に必要な水力を供給し、製材所、下見板や屋根板の製造所、製板所2か所、鋸工場、斧工場2か所、製粉所4か所があった。鋳造所、機械工場、花崗岩加工所、靴工場、革なめし場もあった。その他にレンガ、ベッド枠、箒、荷馬車、漆喰を生産していた。
カレスと、隣接するカナダのセントスティーブンとの関係は、長い間かなり密接なものだった。この2町の長続きする友好関係の証拠として、米英戦争の時に、イギリス軍がカレスにいる敵アメリカ人から町を守るために大量の火薬をセントスティーブンに入れたが、セントスティーブンの長老たちはその火薬を7月4日、アメリカ独立記念日のお祝いにカレスに渡してしまった。
カレスにはメイン州で最初に建設された鉄道であるカレス鉄道があり、1832年2月17日に州議会によって法人化された。この鉄道はセントクロア川の対岸、ニューブランズウィック州ミルタウンにあった製材所から、2マイル (3 km) 下流の潮汐が及ぶ位置にあるカレスまで、材木を運ぶために1835年に建設されたものだった。1849年、鉄道の名前がカレス・アンド・バーリング鉄道に変えられ、さらに4マイル (6 km) 先のバーリングまで延伸された。1870年、この線はセントクロア・アンド・ペノブスコット鉄道の一部になった。
カレスは1850年8月24日に市として法人化された。南北戦争中の1864年7月18日、南軍のエージェントがニューブランズウィック州から国境を越え、カレスで銀行強盗を行おうとした。
カレス自由図書館は、ボストンの著名な建築家アーサー・H・バイナルが設計し、1893年7月4日に開館された。ロマネスク復古調のこの建物は2001年にアメリカ合衆国国家歴史登録財に指定された。
その他に市内で国家歴史登録財に指定されている場所としては、カレス歴史地区、カレス住宅歴史地区、デビルズヘッド・サイト、ギルモア邸、トマス・ハミルトン邸、ヒンクリー・ヒル歴史地区、ホームズ・コテージ、ジョブ・ホームズ博士邸、セオドア・ジェリソン邸、パイクス・マイル・マーカーズ、セントアンズ聖公会教会、ジョージ・ウォッシュバーン邸、ウィットロックス・ミル灯台がある。

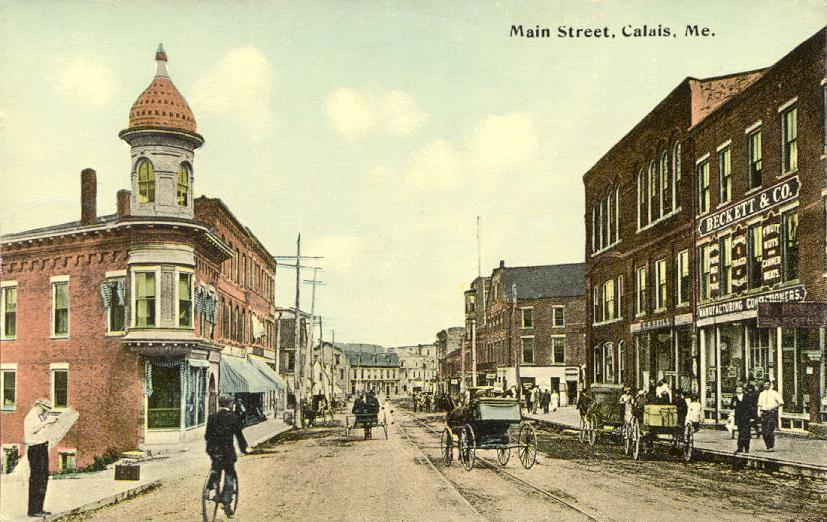
メインストリート、1913年
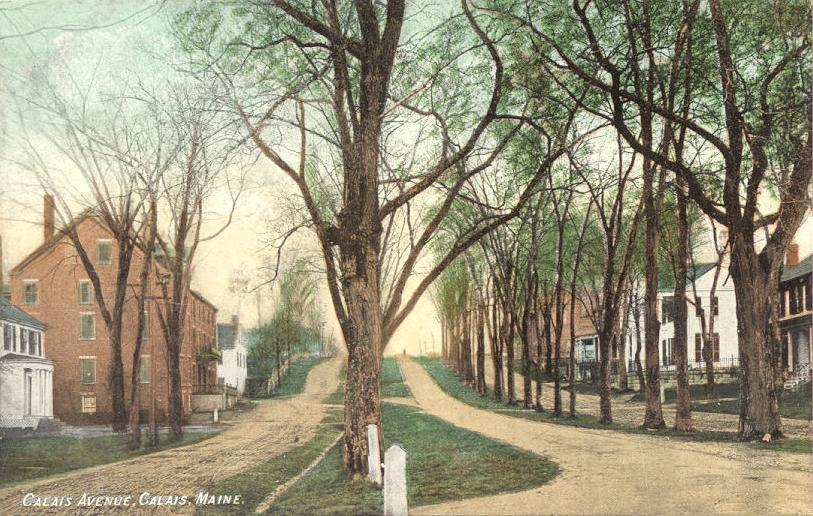
カレス・アベニュー、1905年頃
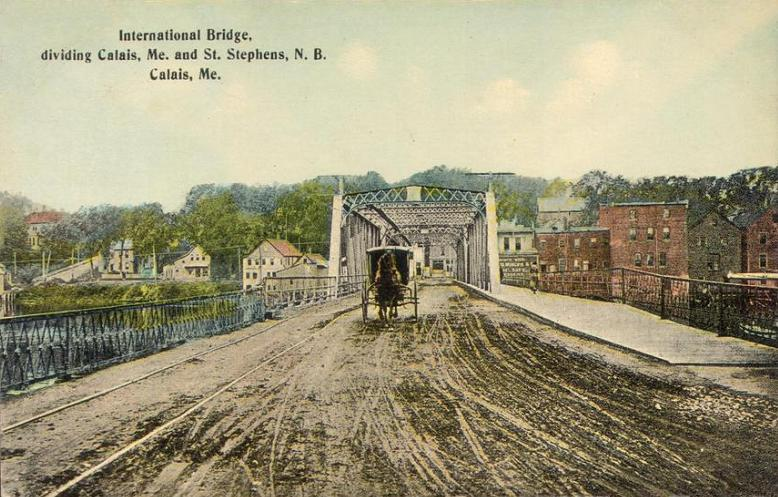
国境橋、1913年
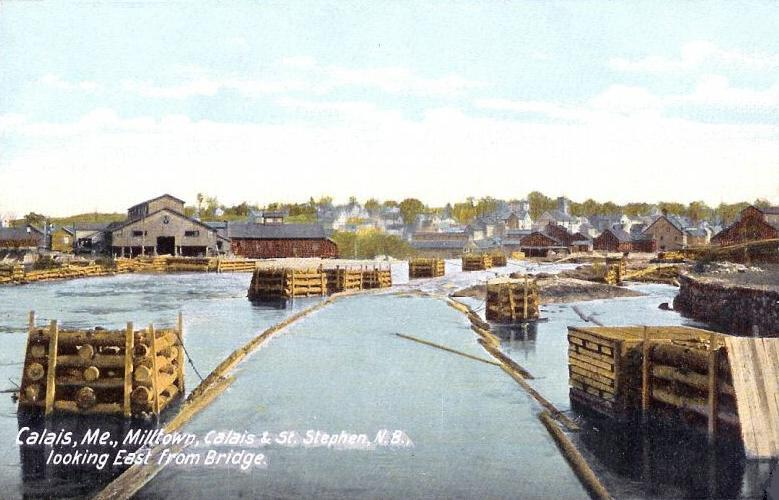
橋から東を望む、1908年

## 地理
カレス市は北緯45度9分58秒 西経67度14分33秒 / 北緯45.16611度 西経67.24250度 (45.166045, -67.242434)に位置している。
アメリカ合衆国国勢調査局に拠れば、市域全面積は40.10平方マイル (103.86 km2)であり、このうち陸地34.32平方マイル (88.89 km2)、水域は5.78平方マイル (14.97 km2)で水域率は14.41%である。カレスはセントクロア川の潮汐が起きる上限に位置している。
近年、カレス市はデビルズヘッドを取得した。この場所は広さが318エーカー (1.29 km²) あり、セントクロア川三角江に1マイル (1.6 km) 面し、アメリカ国道1号線が0.6マイル (1.0 km) 通っている。この場所の重要な特徴は、干潮時砂と岩の浜となる三角江に聳える高さ340フィート (100 m) の花崗岩の崖であり、高台の森と豊富な野生生物がいる。2003年には歩道の建設が完了した。
カレスはイーストコースト・グリーンウェイの北端であり、その南端はフロリダ州キーウェストにある。

## 人口動態

### 2010年国勢調査
以下は2010年の国勢調査による人口統計データである。
| 基礎データ - 人口: 3,123 人 - 世帯数: 1,403 世帯 - 家族数: 771 家族 - 人口密度: 35.1人/km2（91.0 人/mi2） - 住居数: 1,737 軒 - 住居密度: 19.5軒/km2（50.6 軒/mi2） 人種別人口構成 - 白人: 95.5% - アフリカン・アメリカン: 0.5% - ネイティブ・アメリカン: 1.3% - アジア人: 0.6% - その他の人種: 0.4% - 混血: 1.7% - ヒスパニック・ラテン系: 1.4% | 年齢別人口構成 - 18歳未満: 19.7% - 18-24歳: 9.9% - 25-44歳: 20% - 45-64歳: 29.9% - 65歳以上: 20.5% - 年齢の中央値: 45歳 - 性比（女性100人あたり男性の人口） - 総人口: 93.4 世帯と家族（対世帯数） - 18歳未満の子供がいる: 25.3% - 結婚・同居している夫婦: 38.8% - 未婚・離婚・死別女性が世帯主: 11.2% - 非家族世帯: 45.0% - 単身世帯: 39.9% - 65歳以上の老人1人暮らし: 20.3% - 平均構成人数 - 世帯: 2.12人 - 家族: 2.80人 |

## 市政府
カレス市は市長・市政委員会・市マネジャー方式を採用している。市マネジャーは市の管理部門の長である。

## 教育

### 公立学校
カレス市には小学校、中学校、高校、および職業訓練校が各1校ある。
- カレス高校
- セントクロア地域職業[13]

### 高等教育機関
カレス市には2年制コミュニティ・カレッジがある。最寄りの4年制大学はマチャイアスにある。
- ワシントン郡コミュニティカレッジ[14]

## インフラ

### 交通
市内をアメリカ国道1号線とメイン州道9号線が通っている。

### 医療
カレス地域病院は現在、救急医療15床と通常医療10床がある。救急医療対応部には24時間医療担当スタッフが詰めている。ワシントン郡北部、北はトップスフィールド、西はウェズリー、南はイーストポートの間の住民約14,000人に対応している。200人以上を雇用し、カレスでは最大雇用主である。この病院はメイン州から認可されている。

### 公衆安全
カレス市には常勤の警官、消防士、救急医療師がいる。
- カレス警察署[16]
- カレス消防・救急医療部[17]

## 国境越え

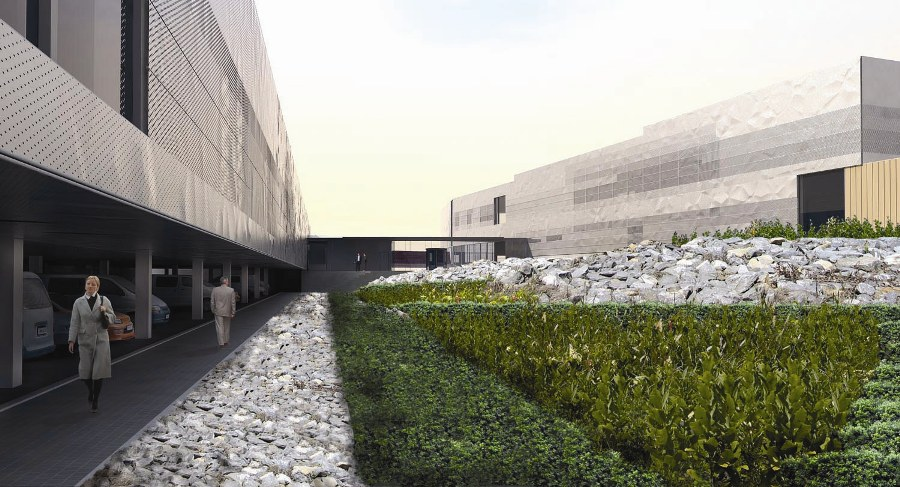
アメリカ合衆国通関手続き所

フェリーポイント国境橋とミルタウン国境橋が、カレスとカナダのニューブランズウィック州セントスティーブンとを繋いでいる。2つの町を繋ぐ3つ目の橋と通関手続き所の建設が2008年に始まった。国際アベニュー橋と呼ばれるこの橋と通関手続き所は2009年11月16日に開通し、商品、貨物、トラック、乗用車、キャンピングカー、レクリエーション用車、バスが利用している。しかし、フェリーポイントとミルタウンの橋も乗用車と歩行者のために使われ続けている。
新しい検査装置が導入され、カレス中心街から隣接するカナダの町までの交通渋滞を緩和している。最新式の安全確保装置を備え、商用車と乗用車の検査を効率的にしている。この新しい施設にはアメリカ合衆国税関・国境警備局、アメリカ食品医薬品局、アメリカ合衆国総合用役管理局が入っている。この施設は総合用役管理局の高性能グリーン・ビル計画の一部として建設され、維持可能な設計と技術を包括的に利用したことで、エネルギー・環境デザイン指導力金色認証を受けた。建設には地元の材料をリサイクルし、再利用した。自然光を追う無い空間に取り込んでエネルギーを節約し、従来の水栓より40%消費量の少ない低流量水栓を使うことで水の使用量を節減している。カレス通関手続き所はロバート・シーゲル・アーキテクツが設計しており、非商業レーン6本と商業レーン3本を備えている。

## 見どころ
- セントクロア・バレー商工会議所[20]
- セントクロア歴史協会と博物館[21]
- ムースホーン国立野生生物保護区[22]
- イーストコースト・グリーンウェイ[23]
- セントクロア島[24]
- ダウンイースト・サンライズ・トレイル[25]
- クォディ・ループツアー・ガイド[26]
- コブスコック湾州立公園[27]
- クォディヘッド州立公園[28]
- シャックフォードヘッド州立公園[29]
- カトラー海岸公有保存地[30]
- ウィットロックス・ミル灯台[31]
- セントスティーブン[32]
- カンポベロ島公式情報提供所[33]
- カンポベロ島[34]